# Venus (canal de televisão)
Venus é um canal argentino no qual seu foco é entretenimento adulto, fundado em 1995 sendo comercializado no Brasil em operadoras de TV por assinatura, faz parte do portfólio da Playboy do Brasil Entretenimento, joint venture formada pelo Grupo Globo e pela Playboy TV Latin America & Iberia (joint venture formada pela Claxson Interactive Group e Playboy Enterprises).
No Brasil está disponível na operadora Claro no canal 284.

## Programação
Sua programação inclui filmes de temática lésbica e heterossexual, todos realizados por produtoras internacionais, dando destaque as americanas e as canadenses. São cerca de 20 estreias por mês.

## Outros canais
- Playboy TV
- Sexy Hot
- Sextreme